# Funfare
「Funfare」（ファンファーレ）は、2021年3月17日に発売された風男塾の7thアルバム。

## 概要
柚希関汰・英城凛空・葉崎アランの新メンバー3名が加入し、7人体制となって初のオリジナルアルバム。また、愛刃健水にとっては最後の作品となる。
新曲には、Q-MHz・Peachなどが参加。
「忘れ雪」は健水自らはなわにお願いをし書き下ろした健水のソロ曲。コーラスにベイビー・ブーが参加。
「Funfare」本来の綴りは「Fa」であるが、風男塾の頭文字「Fu」と楽しいの「fun」を掛け合わせた造語になっている。

## 収録曲
テイチクレコード公式サイト内の紹介ページによる。

### 通常版
1. ミュージック
作詞・作曲・編曲：Peach
24thシングル。
2. Dash&Daaash!!
作詞・作曲・編曲：Q-MHz
22ndシングル。テレビアニメ「群青のマグメル」のオープニングテーマ。
3. 青春
作詞：高木誠司 / 作曲：高木誠司・高慶"CO-K"卓史 / 編曲：高慶"CO-K"卓史
アルバムリード曲。
4. 廻れ風ぐるま
作詞：Peach / 作曲：安良岡修 / 編曲：成田忍
5. 笑う門に明日は来る
作詞・作曲・編曲：Peach
25thシングル。
6. Bye-bye PAIN
作詞・作曲・編曲：Q-MHz
7. sunny
作詞：はなわ / 作曲：樋口太陽 / 編曲：樋口太陽・新井瑞季
23rdシングル。
8. ツバメ
作詞・作曲：はなわ / 編曲：成田忍
21stシングル。
9. 会いたい、会いたい
作詞：SHIROSE from WHITE JAM / 作曲・編曲：SHIROSE from WHITEJAM・Dazsta
26thシングル。
10. 忘れ雪
作詞・作曲：HANAWA / 編曲：小林俊太郎 / コーラスアレンジ：瀬川忍（ベイビー・ブー）
健水ソロ曲。

### 初回限定盤A
CD Disc-1の収録内容は通常盤と同じ
CD Disc-2は2020年8月30日恵比寿ガーデンホールで行われた昼公演のライブの音源を収録
1. 男坂
2. 笑う門に明日は来る
3. ミュージック
4. メドレー（BE HERO 〜 Love Spider 〜 君色々移り 〜 Dash&Daaash!!）
5. 証－soul mate－
6. NOIR〜ノワール〜
7. 雨ときどき晴れのち虹
8. 無敵！夏休み
9. 友達と呼べる君へ
10. 新たなる幕開けのための幕開けによる狂詩曲〜キミがいればオレたちも笑顔∞〜

CD Disc-3は2020年8月30日恵比寿ガーデンホールで行われた夜公演のライブの音源を収録
1. 瞬間到来フューチャー
2. 下を向いて帰ろう
3. ツバメ
4. sunny
5. 男装レボリューション
6. 同じ時代に生まれた若者たち
7. メドレー（RIKIHI-MAN 〜 勝つんだ！ 〜 もしも　これが恋なら 〜 俺の空）
8. 笑う門に明日は来る
9. チェンメン天国
10. 人生わははっ！
11. 風一揆

ブックレット
風一揆のジャケットと同じシチュエーションで撮影したものがある。

### 初回限定盤B
CDの収録内容は通常盤と同じ
DVDには「青春」MUSIC VIDEO、「青春」MUSIC VIDEO メイキング、特典映像として「しっちゃかめっちゃかBBQパーティ」を収録